# Санті Колк
Санті Колк (нід. Santi Kolk, нар. 2 жовтня 1981, Гаага) — нідерландський футболіст, що грав на позиції півзахисника. По завершенні кар'єри — футбольний агент.

## Ігрова кар'єра
Вихованець клубу «АДО Ден Гаг» з рідного міста Гаага. Дебютував за нього 29 серпня 1999 року у домашній грі проти «Бреди». Загалом за сезон Колк взяв участь у 15 матчах Ееерстедивізі, в яких забив 2 голи.
2000 року Санті перейшов у вищоліговий «Геренвен», але основним гравцем не був, тому регулярно здавався в оренди в «Валвейк», «АДО Ден Гаг» та «Ден Босх».
2004 року став гравцем «Феєнорда», але за цю команду так і не зіграв жодного матчу, натомість виступаючи на правах оренди за «Ексельсіор» (Роттердам) та «Зволле» у другому дивізіоні країни. При цьому у сезоні 2005/06 граючи за «Зволле», Колк став найкращим бомбардиром Еерстедивізі з дев'ятнадцятьма голами.
У сезоні 2006/07 знову грав за рідний «АДО Ден Гаг», який не зумів врятувати від вильоту з Ередивізі, після чого перейшов у «Вітесс», до складу якого приєднався 2007 року. Відіграв за команду з Арнема наступні три сезони своєї ігрової кар'єри. Більшість часу, проведеного у складі «Вітесса», був основним гравцем команди.
У липні 2010 року Колк підписав контракт на три роки з німецьким «Уніоном» (Берлін). За перший сезон Санті забив лише 4 голи у Другій Бундеслізі, оскільки значну частину пропустив через травму, тому наступний рік провів в оренді на батьківщині за клуб «НАК Бреда», а у червні 2012 року став вільним агентом.
На початку 2013 року Колк знову повернувся в рідний «АДО Ден Гаг», вчетверте у кар'єрі і зіграв там до кінця сезону 13 ігор у чемпіонаті, забивши 2 голи, після чого завершив ігрову кар'єру.
По завершенні кар'єри став футбольним агентом. Його клієнтом зокрема є гравець збірної Нідерландів Дензел Дюмфріс.

## Виступи за збірні
Залучався до складу молодіжної збірної Нідерландів до 20 років. У її складі був учасником молодіжного чемпіонату світу 2001 року в Аргентині, де він забив гол у матчі групового етапу проти Ефіопії (3:2), а нідерландці дійшли до чвертьфіналу. 